# Henri Regnier
Henri Regnier (* 21. November 1917 in Freiburg im Breisgau; † 28. Mai 1988 in Hamburg) war ein deutscher Hörfunk- und Fernsehproduzent, der mit einer Reihe innovativer Unterhaltungssendungen die deutsche Rundfunklandschaft prägte.

## Leben und Wirken

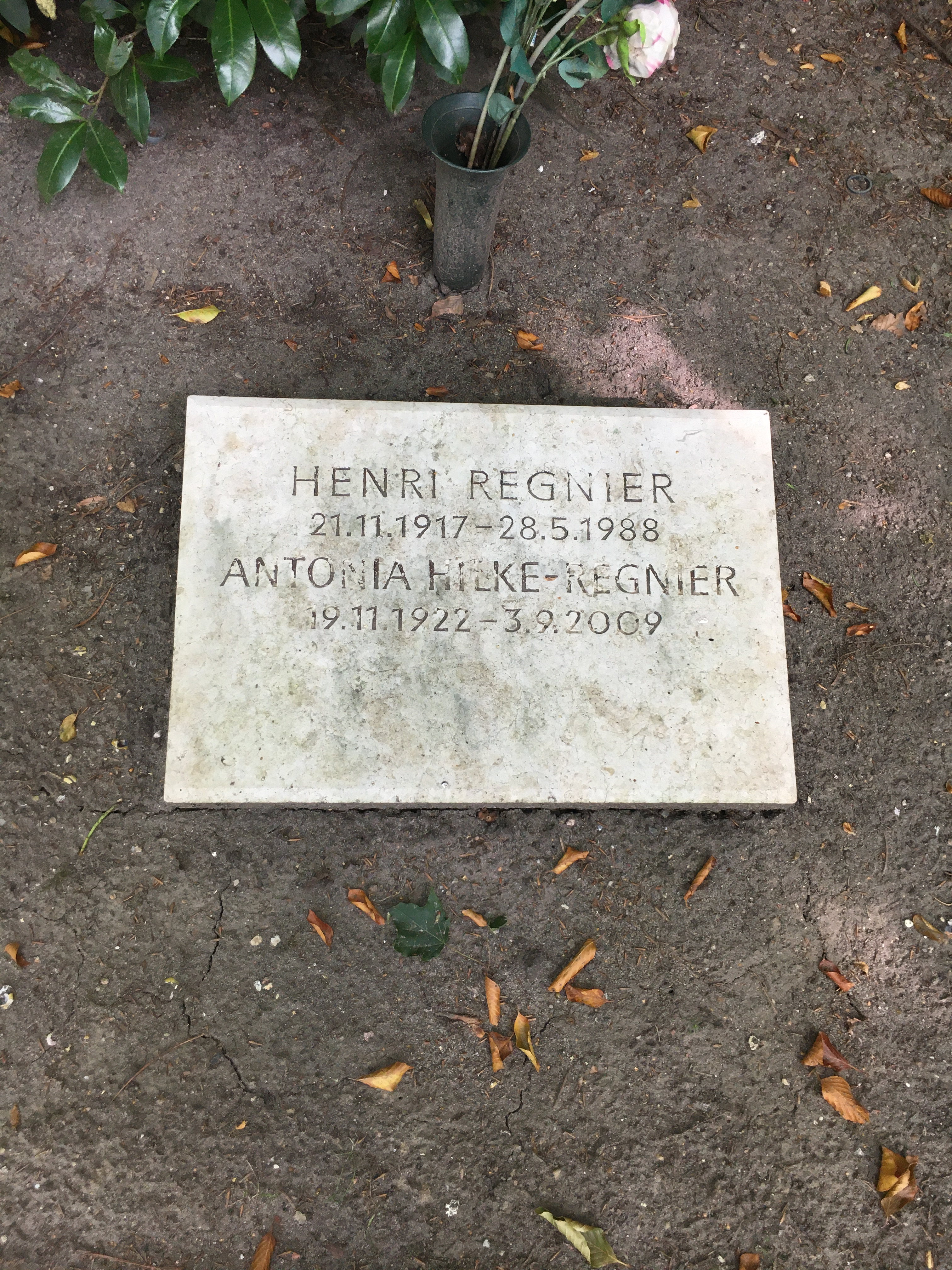
Grabstätte Henri Regnier und Antonia Hilke auf dem Friedhof Ohlsdorf

Henri Regnier, „der große alte Rundfunkmann“ (so der ehem. NDR-Direktor Jürgen Kellermeier) war gelernter Verlagskaufmann und stieß Anfang der 50er Jahre zum Nordwestdeutschen Rundfunk (NWDR), aus dem 1955 der Norddeutsche Rundfunk (NDR) und der Westdeutsche Rundfunk (WDR) hervorgingen.
Als Leiter der Unterhaltungsabteilung des NDR entwickelte Regnier zunächst für den Hörfunk, später auch für das Fernsehen humorvolle, unangepasste Sendungen wie z. B. die Radiosatire „Adrian und Alexander“ von und mit Wolfgang Menge, das Fernsehkabarett „Die Rückblende“ mit Hans Rosenthal, die beliebte Quiz-Show „Allein gegen alle“, ebenfalls mit Hans Rosenthal, oder das Fernsehquiz „Kennen Sie Kino?“ mit Hellmut Lange.
Regnier, der bekannt war für seine politisch liberale Einstellung, inspirierte auch die damals kontrovers diskutierte Fernsehsatire „Hallo Nachbarn!“ mit Richard Münch. 1965 kam es zu einem Eklat, weil sich Bundeskanzler Ludwig Erhard (CDU) durch die Satiresendung beleidigt fühlte, und so zwang man Regnier dazu, die Sendung abzusetzen.
Dass das bekannte Stück Fernsehunterhaltung „Dinner for One“ zu einem Silvester-Klassiker wurde, ist ebenfalls Regnier zu verdanken. Nachdem der Sketch – der ursprünglich nicht als Silvesterprogramm geplant war – als Pausenfüller in ARD und NDR ausgestrahlt worden war, bekam die Sendung erst neun Jahre nach der Erstausstrahlung ihren festen Sendeplatz. Am 31. Dezember 1972 holte Regnier das alte Sendeband aus dem Archiv hervor; seitdem vergeht kein Jahreswechsel ohne „Dinner for One“.
Bis zu seinem Ruhestand 1982 war Henri Regnier Chef der Unterhaltungsabteilung des NDR.

## Familie
Henri Regnier ist der jüngere Bruder des Schauspielers Charles Regnier. Bis zu seinem Tod 1988 war Henri Regnier mit der Fernsehjournalistin Antonia Hilke  verheiratet, die über 30 Jahre lang durch die ARD-Modesendung „Neues vom Kleidermarkt“ führte. Er war Vater von zwei Kindern, die aus einer früheren Ehe hervorgingen; unter ihnen ist die Journalistin Constanze Regnier. Seine letzte Ruhestätte fand Regnier auf dem Hamburger Friedhof Ohlsdorf in der Grablage BH 64 194.